# Liste der Monuments historiques in Dinéault
Die Liste der Monuments historiques in Dinéault führt die Monuments historiques in der französischen Gemeinde Dinéault auf.

## Liste der Objekte
| Bezeichnung                                         | Beschreibung                                           | Standort                                 | Kennzeichnung | Schutzstatus | Datum | Bild |
| --------------------------------------------------- | ------------------------------------------------------ | ---------------------------------------- | ------------- | ------------ | ----- | ---- |
| Skulpturengruppe Beweinung Christi                  | Granit, 17. Jahrhundert                                | in der Kirche Ste-Marie-Madeleine (Lage) | IM29001155    | Classé       | 1958  |      |
| Skulpturengruppe Pietà                              | Granit, 16. Jahrhundert                                | in der Kirche Ste-Marie-Madeleine (Lage) | PM29000207    | Classé       | 1958  |      |
| Skulptur des heiligen Nikolaus                      | Holz, polychrom gefasst, 18. Jahrhundert               | in der Kirche Ste-Marie-Madeleine (Lage) | IM29001152    | Inscrit      | 1987  |      |
| Skulpturengruppe Dreifaltigkeit                     | Granit, polychrom gefasst, 16. Jahrhundert             | in der Kirche Ste-Marie-Madeleine (Lage) | IM29001156    | Classé       | 1958  |      |
| Der heilige Yves zwischen dem Reichen und dem Armen | Holz, polychrom gefasst, 17. Jahrhundert               | in der Kirche Ste-Marie-Madeleine (Lage) | PM29000208    | Classé       | 1958  |      |
| Skulptur der heiligen Katharina von Alexandrien     | Holz, polchrom gefasst und vergoldet, 17. Jahrhundert  | in der Kirche Ste-Marie-Madeleine (Lage) | PM29004264    | Inscrit      | 1987  |      |
| Skulpturengruppe Heilige Anna mit Maria             | Holz, polychrom gefasst und vergoldet, 17. Jahrhundert | in der Kirche Ste-Marie-Madeleine (Lage) | PM29004266    | Inscrit      | 1987  |      |
| Skulptur des heiligen Exupère                       | Holz, Anfang des 15. Jahrhunderts                      | in der Kirche Ste-Marie-Madeleine (Lage) | PM29004273    | Inscrit      | 1987  |      |